# コルドヴァード
コルドヴァード（伊: Cordovado）は、イタリア共和国フリウリ＝ヴェネツィア・ジュリア州ポルデノーネ県にある、人口約2,700人の基礎自治体（コムーネ）。

## 地理

### 位置・広がり

#### 隣接コムーネ
隣接するコムーネは以下の通り。括弧内のVEはヴェネツィア県（ヴェネト州）所属を示す。
- グルアーロ (VE)
- モルサーノ・アル・タリアメント
- セスト・アル・レーゲナ
- テーリオ・ヴェーネト (VE)

### 気候分類・地震分類
コルドヴァードにおけるイタリアの気候分類 (it) および度日は、zona E, 2664 GGである。
また、イタリアの地震リスク階級 (it) では、zona 3 (sismicità bassa) に分類される。

## 文化・観光
「イタリアの最も美しい村」クラブ加盟コムーネである。